# 이스판디야르 칸
이스판디야르 칸(러시아어: Исфандияр-хан, 1643년 사망)은 14번째 히바 칸국의 칸이자 1623년부터 1643년까지 화레즘과 히바 지역을 통치한 사람이다.

## 집권
이스판디야르 칸은 선대 칸이었던 아랍 무함마드 칸의 자식이자 우즈베크 칸국의 야자르 칸의 후손이었다. 그는 형제인 바쉬 술탄 칸과 일바르스 술탄 칸이 사망한 1623년 이후 히바 칸국의 칸에 등극했다. 그는 1643년까지 집권했다. 그의 통치 기간 동안 우즈베크인의 나이만스족에 대한 전쟁을 벌였다.

## 외교 정책
1633년에는 러시아에게 효자 무함마드 대사를 보내는데 1639년에는 러시아의 차르 알렉세이 미하일로비치에게 대사를 보냈다.

## 죽음
1643년 이스판디야르 칸이 사망한 이후 그의 형제인 아불 가지 바하두르 칸이 히바 칸국의 칸으로 등극했다.

## 참고 문헌
- (러시아어) Гулямов Я. Г., История орошения Хорезма с древнейших времен до наших дней. Ташкент. 1957
- (러시아어) Жуковский С. В. Сношения России с Бухарой и Хивой за последнее трехсотлетие. Петроград, 1915
- (러시아어) История Узбекистана. Т.3. Т.,1993.
- (러시아어) История Узбекистана в источниках. Составитель Б. В. Лунин. Ташкент, 1990
- (러시아어) История Хорезма. Под редакцией И. М. Муминова. Ташкент, 1976

| 전임 일바르스 술탄 칸 | 제14대 히바 칸국의 칸 1623년 ~ 1643년 | 후임 아불 가지 바하두르 칸 |